# Шевченковское сельское поселение (Краснодарский край)
Шевченковское сельское поселение — муниципальное образование в составе Крыловского района Краснодарского края России. 
В рамках административно-территориального устройства Краснодарского края ему соответствует Шевченковский сельский округ.
Административный центр и единственный населённый пункт — село Шевченковское.

## Население
| 2010  | 2012  | 2013  | 2014  | 2015  | 2016  | 2017  |
| ----- | ----- | ----- | ----- | ----- | ----- | ----- |
| 1281  | ↘1271 | ↘1264 | ↗1295 | ↗1315 | ↗1326 | ↘1317 |
| 2018  | 2019  | 2020  | 2021  | 2023  |       |       |
| ↗1325 | ↘1321 | ↗1324 | ↘1165 | ↘1144 |       |       |

## Экономика
В районе находятся: различных предприятий, учреждений и организаций — 5; крестьянско-фермерских хозяйств — 115; индивидуальных предпринимателей — 5.